# Arcoppia biflagellata
Arcoppia biflagellata är en kvalsterart som beskrevs av J. och P. Balogh 1986. Arcoppia biflagellata ingår i släktet Arcoppia och familjen Oppiidae. Inga underarter finns listade i Catalogue of Life.